# Atacamatitan chilensis
Atacamatitan (букв. «титан пустелі Атакама») — рід титанозаврів з пізньокрейдової формації Толар у Чилі. Відомій за єдиним видом Atacamatitan chilensis.
У липні 2001 року в ході розкопок у формації Толар був винайдений голотип атакаматитана SGO-PV-961. Пізніше атакаматитан був названий і описаний бразильським палеонтологом Александером Кельнером та ін. 2011, ставши одним з найбільш повних титанозаврів, відомих з Чилі. Родова назва, атакаматитан, походить від пустелі Атакама, де їхні рештки були знайдені, та грец. Τιτάν, що означає «титан». Видова назва, chilensis, походить від назви Чилі. Голотип наразі зберігається в Чилійському національному музеї природознавства.